# Kiten (distrikt)
Kiten (bulgariska: Китен) är ett distrikt i Bulgarien.   Det ligger i kommunen Obsjtina Primorsko och regionen Burgas, i den östra delen av landet, 400 km öster om huvudstaden Sofia. Antalet invånare är 1 131. Arean är 17,0 kvadratkilometer.
Terrängen i Kiten är platt.
Runt Kiten är det glesbefolkat, med 19 invånare per kvadratkilometer.